# 핀란드 왕국 (1918년)
핀란드 왕국(핀란드어: Suomen kuningaskunta 수오멘 쿠닝가스쿤타[*], 스웨덴어: Kungadömet Finland)은 1918년에 러시아 제국에서 독립한 핀란드가 독일 제국의 지원으로 수립한 왕국이다.
제1차 세계 대전과 러시아 혁명으로 주변국들이 정신이 없을 때 1917년 핀란드 의회에서 핀란드 대공 니콜라이 2세의 퇴위와 핀란드의 독립을 공표하였다. 그 직후 핀란드 내전이 발발하였다.
1918년 내전이 일단락되고 프리드리히 카를 폰 헤센이 핀란드 국왕 카를레 1세로 추대되었다. 이후 독일 제국을 포함한 동맹국들은 패배를 거듭해 차례로 항복하고 프리드리히 카를이 1919년에 왕위를 포기함으로써 왕국은 해체되었다.

## 같이 보기
- 핀란드 내전
- 핀란드 대공국
- 핀란드 왕국 (1742년)
- 발트 연합공국